# Мамедов, Мустагим Сайяд оглы
Мустагим Сайяд оглы Мамедов (азерб. Müstəqim Səyyad oğlu Məmmədov; род. 3 января 1969, Евлах) — глава исполнительной власти Тертерского района (с 2014).

## Биография
Родился 3 января 1969 года в г. Евлах. В 1992 году окончил Азербайджанский технологический институт по специальности «организация и технология общественного питания». В 2002 году окончил Академию государственного управления Азербайджана.
С ноября 1992 по январь 1994 года работал инженером-технологом, инспектором по организации торговли, товароведом Объединения заведений общественного питания г. Евлах.
С января по ноябрь 1994 года являлся ревизором руководящего отдела Аппарата главы исполнительной власти г. Евлах.
С ноября 1994 по май 2006 года являлся начальником Управления молодёжи и спорта г. Евлах.
С мая 2006 по июль 2012 года являлся начальником отдела Аппарата, заместителем главы исполнительной власти по вопросам городского хозяйства исполнительной власти г. Евлах.
С июля 2012 по май 2014 года являлся начальником отдела по вопросам городского хозяйства исполнительной власти г. Евлах.
Глава исполнительной власти Тертерского района (с 7 мая 2014).
Член партии «Новый Азербайджан» (с августа 1993 года).

## Награды
- Орден «Труд» II степени (21 декабря 2017, за заслуги в развитии сельского хозяйства Азербайджана)[3]